# 高庆奎
高慶奎（1890年—1942年2月4日），男，祖籍山西榆次，生于北京，中国京劇演員、教育工作者，工生行，開創了京劇老生的高派表演藝術，與余叔岩、马连良齊名，人稱「鬚生三大賢」。曾與譚鑫培、楊小朵（楊寶忠的祖父）、郝寿臣、梅蘭芳、程硯秋等京劇表演藝術家合作。

## 生平
1919年，梅蘭芳應邀到日本巡迴公演，他擔任頭路老生（正生），琴師是茹萊卿，鼓師是何斌奎，他的弟弟高連奎（高聯奎）也是團員，擔任京劇三弦和配角。
他繼承和發展了刘鸿声（刘鸿升）派的藝術，開創出京劇生行的高派。
與梅蘭芳合作時裝京戲（京劇現代戲）《孽海波瀾》，演巡警，錄製了時裝京戲《戲迷傳》唱片，還參加過話劇公演。
代表剧目有：《逍遥津》、《辕门斩子》、《斩黄袍》、《失空斩》、 《哭秦庭》、《李陵碑》、《浔阳楼》、《连营寨》、《胭粉计》、《七星灯》等

## 家庭
兒子高盛麟，孫子高寶均為北京大學哲學系教師。女婿李盛藻是京劇表演藝術家，外孫李正平為中國戲曲學院教師，主教老生。

## 学生
培養了李和曾、胡少安等學生。